# Róża Raczyńska
Róża z Potockich primo voto Krasińska, secundo voto Raczyńska (ur. 7 stycznia 1849 w Krzeszowicach, zm. 21 sierpnia 1937 w Rogalinie) – polska arystokratka i działaczka społeczna.

## Życiorys
Była córką Adama Józefa Potockiego i Katarzyny z Branickich. W wieku 18 lat wyszła za mąż za Władysława Krasińskiego, syna Zygmunta, mimo iż niedługo przed ślubem wykryto u niego gruźlicę. Po śmierci męża w 1873 przeprowadziła się z chorymi na gruźlicę dziećmi (Adamem, Elżbietą i Zofią) do Zakopanego, gdzie jej willa Adasiówka (nazwana od imienia syna) stała się jednym z ośrodków życia kulturalnego i towarzyskiego miasta. Bywali tu m.in. Ignacy Jan Paderewski, Henryk Sienkiewicz, Wojciech Kossak i Jan Aleksander Fredro, syn Aleksandra Fredry. W 1876 poznała Edwarda Aleksandra Raczyńskiego, mimo obustronnego zainteresowania do oświadczyn nie doszło, ponieważ Różę ubiegła jej szwagierka Maria Beatrix Krasińska. Po śmierci Marii w 1884 Róża zaopiekowała się ich osieroconym synem Karolem. W 1886 (dziesięć lat po pierwszym spotkaniu) poślubiła Edwarda Raczyńskiego. W 1889 urodził się syn Roger, a w 1891 Edward.  Dzięki jej działaniom udało się uratować majątek w Rogalinie przed bankructwem. W latach 1892–1895 zainicjowała gruntowną renowację pałacu w Rogalinie. To właśnie tej przebudowie budowla zawdzięcza swój obecny wygląd.